# The Chronological Classics: Ella Fitzgerald 1939
The Chronological Classics: Ella Fitzgerald 1939 è una Compilation su CD album discografico della cantante jazz statunitense Ella Fitzgerald, pubblicato dall'etichetta discografica francese Classics Records nel 1990.

## Tracce
1. 'Tain't What You Do (It's the Way That Cha Do It) – 3:02 (Trummy Young, Sy Oliver) – Registrato il 17 febbraio 1939 a New York
2. One Side of Me – 3:21 (Marion Sunshine) – Registrato il 17 febbraio 1939 a New York
3. My Heart Belongs to Daddy – 3:07 (Cole Porter) – Registrato il 17 febbraio 1939 a New York
4. Once Is Enough for Me – 3:01 (Ella Fitzgerald, Chick Webb) – Registrato il 2 marzo 1939 a New York
5. I Had to Live and Learn – 3:07 (Jay Cee Johnson, Attwell May, Chick Webb) – Registrato il 2 marzo 1939 a New York
6. Sugar Pie – 3:11 (Charlie Beal, Chick Webb) – Registrato il 2 marzo 1939 a New York
7. It's Slumbertime Along the Swanee – 2:49 (Peter Tinturin, Tony Sacco) – Registrato il 2 marzo 1939 a New York
8. I'm Up a Tree – 3:04 (Al Stillman, Chick Webb, Charles L. Cooke) – Registrato il 2 marzo 1939 a New York
9. Chew-Chew-Chew (Your Bubble Gum) – 3:02 (Chick Webb, Buck Ram, Ella Fitzgerald) – Registrato il 2 marzo 1939 a New York
10. Don't Worry About Me – 3:09 (Ted Koehler, Rube Bloom) – Registrato il 21 aprile 1939 a New York
11. If Anything Happened to You – 3:06 (Jimmy Van Heusen) – Registrato il 21 aprile 1939 a New York
12. If That's What You're Thinking, You're Wrong – 3:05 (Jack Lawrence, Murray Gans) – Registrato il 21 aprile 1939 a New York
13. If You Ever Change Your Mind – 3:02 (Bud Green, Maurice Sigler, Grady Watts) – Registrato il 21 aprile 1939 a New York
14. Have Mercy – 3:07 (Buck Ram, Chick Webb) – Registrato il 21 aprile 1939 a New York
15. Little White Lies – 2:56 (Walter Donaldson) – Registrato il 21 aprile 1939 a New York
16. Coochi-Coochi-Coo – 3:03 (Kay Werner, Sue Werner) – Registrato il 21 aprile 1939 a New York
17. That Was My Heart – 3:02 (Chick Webb, Jimmy Johnson) – Registrato il 21 aprile 1939 a New York
18. Betcha Nickel – 2:57 (Ella Fitzgerald, Chick Webb) – Registrato il 29 giugno 1939 a New York
19. Stairway to the Stars – 3:12 (Mitchell Parish, Frank Signorelli, Matty Malneck) – Registrato il 29 giugno 1939 a New York
20. I Want the Waiter (With the Water) – 3:08 (Kay Werner, Sue Werner) – Registrato il 29 giugno 1939 a New York
21. That's All, Brother – 3:04 (Jerry Livingston, Mack David, Clyde Hager) – Registrato il 29 giugno 1939 a New York
22. Out of Nowhere – 2:54 (Edward Heyman, Johnny Green) – Registrato il 29 giugno 1939 a New York

## Musicisti
'Tain't What You Do (It's the Way That Cha Do It) / One Side of Me / My Heart Belongs to Daddy

(Chick Webb and His Orchestra)
- Ella Fitzgerald - voce
- Chick Webb - batteria, direttore orchestra
- Dick Vance - tromba
- Bobby Stark - tromba
- Taft Jordan - tromba
- Sandy Williams - trombone
- Nat Story - trombone
- Georges Matthews - trombone
- Garvin Bushell - clarinetto, sassofono alto
- Hilton Jefferson - sassofono alto
- Ted McRae - sassofono tenore
- Wayman Carver - sassofono tenore, flauto
- Tommy Fulford - pianoforte
- Bobby Johnson - chitarra
- Beverley Peer - contrabbasso

Once Is Enough for Me / I Had to Live and Learn

(Ella Fitzgerald and Her Savoy Eight)
- Ella Fitzgerald - voce
- Chick Webb - batteria
- Taft Jordan - tromba
- Sandy Williams - trombone
- Hilton Jefferson - clarinetto
- Teddy McRae - sassofono tenore, sassofono baritono
- Tommy Fulford - pianoforte
- John Trueheart - chitarra
- Beverley Peer - contrabbasso

Sugar Pie / It's Slumbertime Along the Swanee / I'm Up a Tree / Chew-Chew-Chew (Your Bubble Gum)

(Chick Webb and His Orchestra)
- Ella Fitzgerald - voce
- Chick Webb - batteria, direttore orchestra
- Dick Vance - tromba
- Bobby Stark - tromba
- Taft Jordan - tromba
- Sandy Williams - trombone
- Nat Story - trombone
- Georges Matthews - trombone
- Garvin Bushell - clarinetto, sassofono alto
- Hilton Jefferson - sassofono alto
- Ted McRae - sassofono tenore
- Wayman Carver - sassofono tenore, flauto
- Tommy Fulford - pianoforte
- John Trueheart - chitarra
- Beverley Peer - contrabbasso

Don't Worry About Me / If Anything Happened to You / If That's What You're Thinking, You're Wrong / If You Ever Change Your Mind

(Ella Fitzgerald and Her Savoy Eight)
- Ella Fitzgerald - voce
- Taft Jordan - tromba
- Sandy Williams - trombone
- Hilton Jefferson - sassofono alto
- Teddy McRae - sassofono tenore, sassofono baritono
- Tommy Fulford - pianoforte
- John Trueheart - chitarra
- Beverley Peer - contrabbasso
- Chick Webb - batteria

Have Mercy / Little White Lies / Coochi-Coochi-Coo / That Was My Heart

(Chick Webb and His Orchestra)
- Ella Fitzgerald - voce
- Chick Webb - batteria, direttore orchestra
- Dick Vance - tromba
- Bobby Stark - tromba
- Taft Jordan - tromba
- Sandy Williams - trombone
- Nat Story - trombone
- Georges Matthews - trombone
- Garvin Bushell - clarinetto, sassofono alto
- Hilton Jefferson - sassofono alto
- Ted McRae - sassofono tenore
- Wayman Carver - sassofono tenore, flauto
- Tommy Fulford - pianoforte
- John Trueheart - chitarra
- Beverley Peer - contrabbasso

Betcha Nickel / Stairway to the Stars / I Want the Waiter (With the Water) / That's All, Brother / Out of Nowhere

(Ella Fitzgerald and Her Famous Orchestra)
- Ella Fitzgerald - voce
- Dick Vance - tromba
- Bobby Stark - tromba
- Taft Jordan - tromba
- Georges Matthews - trombone
- Nat Story - trombone
- Sandy Williams - trombone
- Garvin Bushell - clarinetto, sassofono soprano
- Hilton Jefferson - sassofono alto
- Wayman Carver - sassofono alto, sassofono tenore, flauto
- Ted McRae - sassofono tenore, sassofono baritono
- Tommy Fulford - pianoforte
- John Trueheart - chitarra
- Beverley Peer - contrabbasso
- Bill Beason - batteria[1]